# XMM-Newton
El XMM-Newton (X-ray Multi-Mirror Mission - Newton) és un observatori orbitador de raigs X llançat per l'ESA en el desembre de 1999 en un coet Ariane 5. El seu nom es deu al Sr. Isaac Newton.
Originalment conegut com el High Throughput X-ray Spectroscopy Mission va ser situat en una òrbita el·líptica altament excèntrica de 48 hores a 40°; en el seu apogeu s'acosta a 114.000 km de la Terra, mentre que el perigeu és només de 7.000 km.
El satèl·lit pesa 3800 kg, és de 10 m de llarg i 16 m d'ample amb els seus panells solars desplegats. Conté tres telescopis de raigs X, desenvolupats per Media Lario d'Itàlia, cadascun conté 58 miralls concèntrics del tipus Wolter. L'àrea combinada de captació és de 4.300 cm². Les tres European Photon Imaging Cameras (EPIC) són sensibles sobre l'energia compresa entre 0,2 keV a 12 keV. Altres instruments a bord són dos espectròmetres amb reixetes reflectores que funcionen en sensitivitats per sota dels ~2 keV, i un telescopi òptic/UV Ritchey-Chretien de 30 cm de diàmetre.
La missió va ser proposada en el 1984 i va ser aprovada en el 1985; es va crear un equip de projecte en el 1993 i la feina de desenvolupament va començar en el 1996. El satèl·lit va ser construït i provat del març de 1997 a setembre de 1999. Es va llançar el desembre de 1999, la posada en òrbita va començar el gener de 2000, i les primeres imatges van ser publicades el febrer de 2000.
La vida útil original de la missió era de dos anys, però es va ampliar per observacions addicionals fins a almenys el 2010, i més tard llavors fins al 2012, i, tècnicament, l'observatori podria operar fins més enllà del 2018.
Les observations van ser administrades per l'European Space Astronomy Centre (anteriorment conegut com a VILSPA) a Villafranca, Espanya. Fins al març de 2012, les dades científiques foren arxivades i distribuïdes als observadors perquè fossin processades pel XMM-Newton Survey Science Centre de la Universitat de Leicester, Anglaterra. Després d'aquesta data, la responsabilitat per al processament de les dades fou transferit al Science Operations Centre de l'ESAC.
El satèl·lit europeu XMM-Newton (X-ray Multi Mirror), construït sota contracte de l'ESA per un consorci de 35 empreses europees amb Astrium com a contractista principal, de llarg supera al seu predecessor, el satèl·lit ROSAT construït per Astrium.